# Alan Marshall (historien)
Pour les articles homonymes, voir Marshall et Alan Marshall.
Alan Marshall, né le 30 avril 1949 à Kilmarnock (Écosse) est un historien français d'origine britannique, spécialiste de l’histoire du livre et plus particulièrement de l’histoire de la photocomposition.

## Aperçu biographique
Après des études scientifiques à l'université de Glasgow, puis l'obtention d'un diplôme d'animateur de quartier à Aberdeen College of Education, Alan Marshall participe à la création d'Aberdeen People's Press, qui publie un journal alternatif bimensuel 1973 à 1976. APP offre également un service d'impression auprès d'un large éventail d'organisations politiques, de groupes d'activistes, de syndicats ouvriers et d'ONG, pour la plupart écossais. À partir de 1976, elle s'oriente vers la publication d'ouvrages consacrés aux mouvements ouvriers et alternatifs. APP devient une société coopérative ouvrière en 1979.
Alan Marshall s'installe en France en 1981, à Grenoble, où il travaille dans l'édition (La Pensée sauvage) puis dans l'imprimerie avant de reprendre des études. En 1989 il est chargé par le Musée de l'imprimerie de Lyon de la coordination et de la valorisation de son fonds documentaire. Il collabore également avec l'Association pour un conservatoire de l'informatique et de la télématique (Aconit) et participe à la conception des expositions L’imprimerie à l’ère de l’informatique et Histoires de mémoires. En 1991, il obtient un doctorat en histoire auprès de l’université Pierre Mendès-France (Grenoble) pour une étude de l'invention et commercialisation de la première photocomposeuse de deuxième génération, le Lumitype-Photon inventée par René Higonnet et Louis Moyroud. Il participe au commissariat de plusieurs expositions pour le Musée de l'imprimerie de Lyon (Impressions de Marius Audin. Un imprimeur-érudit de l’entre-deux-guerres, 1995 ; Ephemera : les imprimés de tous les jours, 2001 ; Imprimer sur tissu et sur papier au fil des siècles, 2005 ; Transatlantiques. L'épopée graphique des paquebots de légende, 2013) ainsi que pour le musée de la Révolution française (L'affiche en révolution, 1998). De 1999 à 2002 il travaille à l'École nationale supérieure des sciences de l'information et des bibliothèques (Enssib) sur la création de l'Institut d'histoire du livre dont il sera responsable scientifique de l’École de l’Institut d’histoire du livre jusqu’en 2009, et membre du conseil d'administration jusqu'en 2015.
Alan Marshall est l'auteur de nombreux articles et plusieurs ouvrages sur l'histoire de l'imprimerie et de la communication graphique. De 1997 à 2011 il a collaboré à la rédaction du Dictionnaire encyclopédique du livre, dont il a également assuré la terminologie anglaise.
Il est nommé en 2002 directeur du Musée de l'imprimerie, dont il était déjà conseiller technique depuis 1992. Sous sa direction, le musée, fondé à Lyon en 1964 par l’imprimeur et éditeur Maurice Audin, l’historien du livre Henri-Jean Martin, ainsi que le concours du bibliophile et libraire d'ancien André Jammes, obtient l'appellation Musée de France en 2005. Il dirige le Musée jusqu'à son départ à la retraite en 2015. Il est président de l'Association of European Printing Museums depuis 2012.

## Honneurs et distinctions
En 2011, il est fait chevalier dans l’ordre des Arts et des Lettres.

## Publications
- (en) Changing the word: the printing industry in transition, Londres, Comedia publishing group, 1983
- Présentation et commentaire du texte de Pierre Cuchet, Études sur les machines à composer et l'esthétique du livre, Montbonnot-Saint-Martin, Jérôme Millon, « Verso », 1986
- Savoir-faire typographique et changement technologique, Grenoble, Institut de recherche économique sur la production et le développement, 1988
- Ruptures et continuités dans un changement de système technique : le remplacement du plomb par la lumière dans la composition typographique, Rennes, Institut de recherche en informatique et systèmes aléatoires, 1992
- Marius Audin, Stanley Morison et la publication des Livrets typographiques et de la Bibliographie des de Tournes, in Bulletin du bibliophile, Paris, Editions du Cercle de la librairie, 1994
- Impressions de Marius Audin : un imprimeur érudit de l'entre-deux-guerres, catalogue d’exposition du musée de l'Imprimerie et de la Banque, Lyon, Association des amis du musée de l'Imprimerie et de la Banque, 1995
- La Lumitype-Photon : René Higonnet, Louis Moyroud et l'invention de la photocomposition moderne, actes du colloque organisé par le musée de l'Imprimerie et de la Banque, à Lyon, les 20 et 21 octobre 1994 ; textes réunis et présentés par A. Marshall, Lyon, Musée de l'Imprimerie et de la Banque, 1995
- La gravure sur bois et ses techniques dans la presse illustrée de la fin du XIXe siècle, in Du fusil au brancard, Genève, Musée international de la Croix-rouge et du Croissant-rouge, 1997
- Fantaisies postmodernes ou l'Imprimerie artistique revisitée, in Gutenberg-Jahrbuch, sous la dir. de Stefan Füssel, Mainz, Gutenberg-Gesellschaft, 1997, p.  219-232
- (en) Decay and renewal in typeface markets. Variations on a typographical theme, in Emigre, no 42, Sacramento, 1997
- L'Affiche en révolution, catalogue de l’exposition, à Vizille, au musée de la Révolution française, du 3 juillet au 21 septembre 1998, textes réunis et présentés par A. Marshall et Thierry Gouttenègre, Vizille, Musée de la Révolution française, 1998
- (en) New approaches to the study of 20th-century typographical production, in Gutenberg-Jahrbuch, sous la dir. de Stefan Füssel, Mainz, Gutenberg-Gesellschaft, 1998, p.  256-264
- Les mutations de la chaîne graphique au XXe siècle, in Revue française d'histoire du livre, Bordeaux et Genève, Société des bibliophiles de Guyenne, 2000
- Ephemera : les imprimés de tous les jours, 1880-1939, catalogue de l’exposition, à Lyon, au musée de l'Imprimerie, du 8 décembre 2001 au 28 avril 2002, textes de Marius Audin, A. Marshall et Bernadette Moglia, avant-propos de Michael Twyman, Lyon, Musée de l'Imprimerie de Lyon, 2001
- La dématérialisation de la chaîne graphique, in Les trois révolutions du livre, Paris, Imprimerie nationale, 2002
- Du plomb à la lumière : la Lumitype-Photon et la naissance des industries graphiques modernes, préface d’Henri-Jean Martin, Paris, Éditions de la Maison des sciences de l'homme, 2003
- (en) Beyond the old books/new technology dichotomy: rethinking 20th century printing history, in Proceedings. First international conference on typography and visual communication, Thessalonique, University of Macedonia Press, 2004
- Imprimer sur tissu et sur papier au fil des siècles, in Tissu/papier : échanges d'impressions, Lyon, Musée de l'imprimerie, 2005
- La démocratisation de la typographie, in Ink, no 3, Lyon, 2008
- (en) Learning to live with the 20th century: printing museums in the wake of the digital revolution, http://www.aepm.eu/wp-content/uploads/2014/06/2008-AM-Odense.pdf, 2008
- Histoire de l'imprimé, coécrit avec Sheza Moledina, et la collaboration de Hélène-Sybille Beltran et Bernadette Moglia, Lyon, Éditions Media conseil communication, 2008
- (en) Lyons Printing Museum: coming to terms with printed ephemera, in Ephemera News, Cazenovia, New York, The Ephemera Society of America, 2010
- Transat : la ligne graphique, in Transatlantiques. L'épopée graphique des paquebots de légende, Lyon, Musée de l'imprimerie, 2013
- Lyons Printing Museum, in Gutenberg Jahrbuch, Mayence, Gutenberg Gesellschaft, 2013
- Pour une histoire des techniques graphiques du XXe siècle, in 50 ans d’histoire du livre, edited by Dominique Varry, Lyon, Presses de l’Enssib, 2014.
- Musées du livre à l'heure du numérique, in Le livre, la photographie, l'image et la lettre. Essays in honour of André Jammes, Paris, Éditions des Cendres. 2015
- Les Musées de l'imprimerie à l'aune de la communication graphique, in Identité et différence. Imprimerie d'Occident et d'Orient, actes du colloque qui s'est tenu au Musée de l'estampe et du dessin original, Gravelines, 30-31 octobre 2015